# Isenburg (Köln)

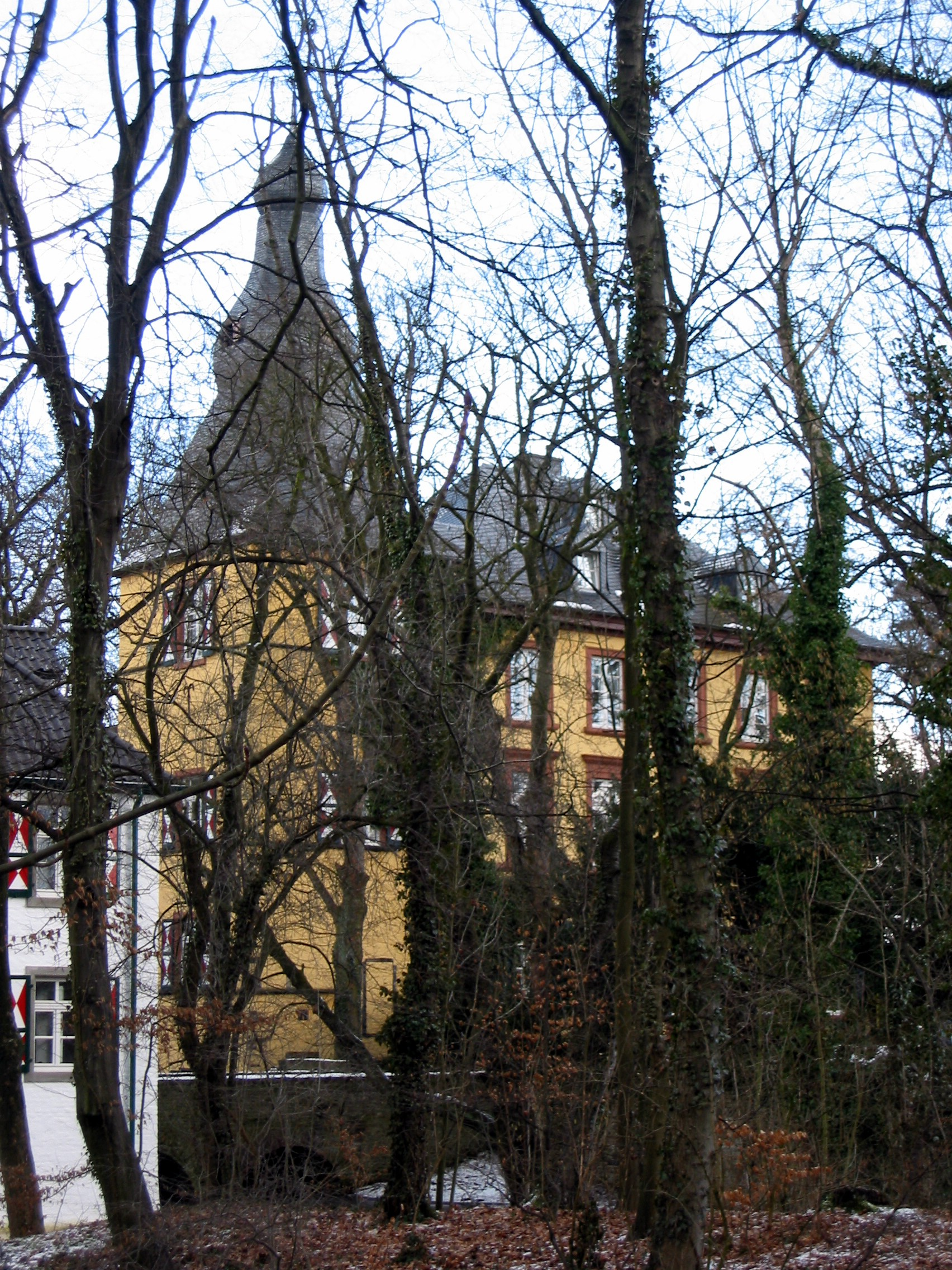
Außenansicht

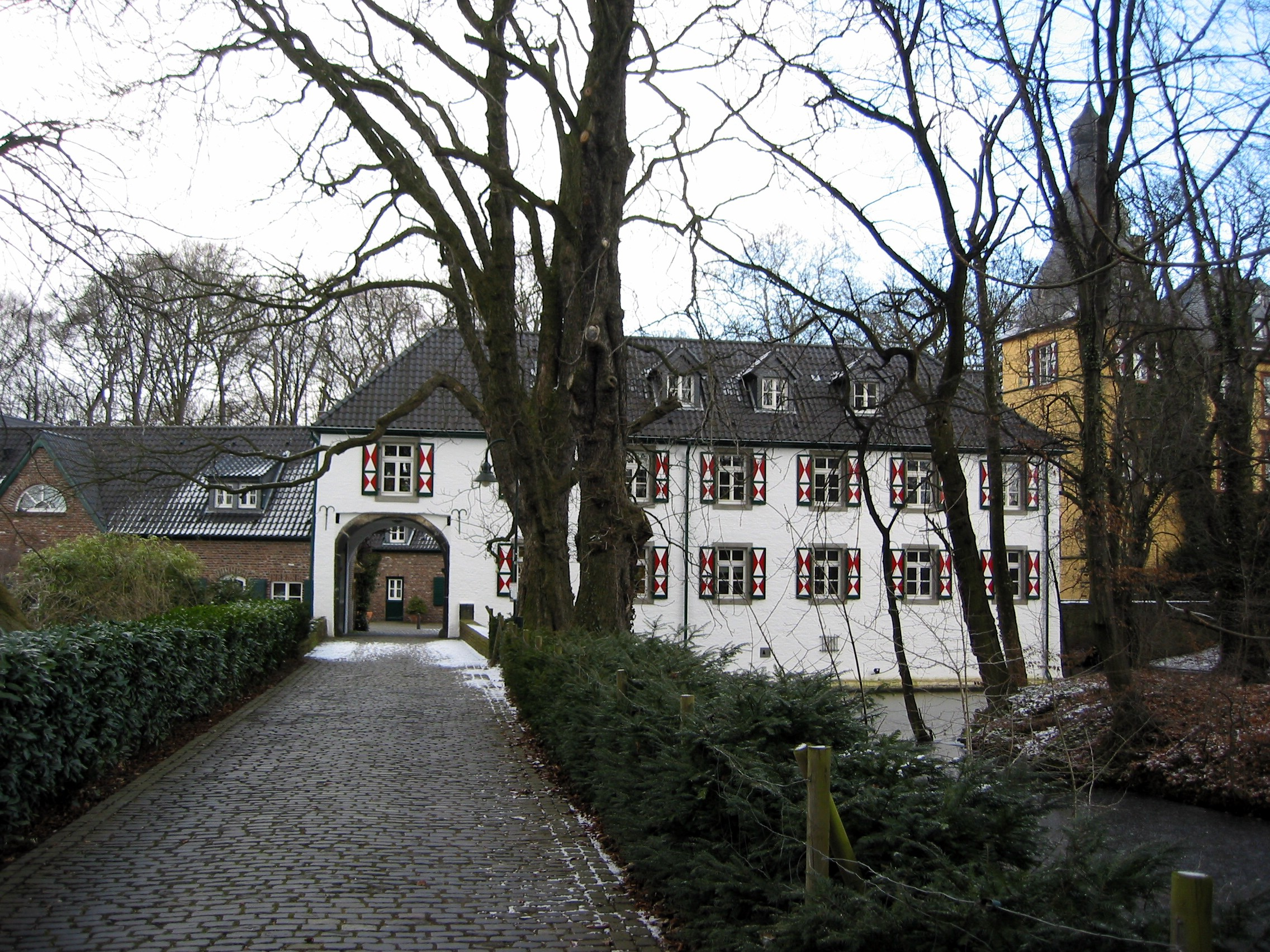
Außenansicht der Zufahrt

Die Isenburg ist eine Wasserburg in Köln-Holweide. Sie befindet sich an der Johann-Bensberg-Straße.

## Geschichte
Die Isenburg wurde 1364 erstmals urkundlich erwähnt und gehört zur ältesten Besiedlung Holweides. Die heutige Bausubstanz entspricht nicht mehr derjenigen der Entstehungszeit. 1983 wurde die Burg an Bruno Wasser veräußert, der das Herrenhaus, einen Erweiterungsbau und den Burggraben umfangreich sanieren ließ. Zudem entstand in der Vorburg eine Eigentumswohnanlage. Haus Isenburg ist seit dem 3. Juli 1984 als Baudenkmal (unter der Denkmallistennummer 2498) geschützt. Zwischen 1985 und 2011 wurde ein Teil der Burg als Restaurant genutzt. Anschließend wurde die ehemalige Restaurantfläche privat bewohnt.

## Anlage
Die Burganlage besteht aus einem Herrenhaus als Hauptburg und einem Turm, die auf einer von Wassergräben umgebenen, erhöhten Insel erbaut wurden, und der aus mehreren Gebäuden bestehenden Vorburg. Die Hauptburg erreicht man über zwei Brücken.
Der viereckige Turm wurde im 16. Jahrhundert errichtet. Er besteht aus Backstein und besitzt eine Zwiebelhaube mit einer Wetterfahne und Dachgauben.
Das dreistöckige Herrenhaus wurde im 18. Jahrhundert an den Turm im klassizistischem Stil angebaut. Es umfasst eine Putzfassade mit Werksteingliederungen und Dachgauben. An zwei Seiten ist das Herrenhaus von einer Terrasse umgeben, die den Vorplatz bildet. Vom Vorplatz erreicht man die Vorburg über eine dreibogige Brücke.
Die Vorburg besteht aus ein- und zweistöckigen Putz- bzw. Backsteingebäuden aus dem 19. Jahrhundert. Diese sind um einen rechteckigen Hof erbaut. Eines der Gebäude ist das „Gesindehaus“ mit original erhaltenen Zimmertüren, Fenstern und einer Holztreppe.
Ein Wassergraben umgibt die Hauptburg, einer das Burggelände. Die Wassergräben, die Gräften, werden durch den Strunder Bach versorgt.

## Trivia
Die Isenburg ist Namensgeber der „Karnevalsgesellschaft Die Isenburger Köln-Holweide 1974 e. V.“.